# Magur Eilanden
De Magur Eilanden of Namonuito is een atol in Micronesië. De vijf eilanden van in deze eilandengroep zijn samen slechts 4.4 km² groot, maar de gehele groep bestaat uit 2267 km². De eilandengroep bestaat onder andere uit de eilanden: Magererik, Ulul, Onari, Pisaras en Ono.
Het enige zoogdier dat er voorkomt is de vleermuis Pteropus insularis.